# Pont-de-Metz
Pont-de-Metz – miejscowość i gmina we Francji, w regionie Hauts-de-France, w departamencie Somma.
Według danych na rok 1990 gminę zamieszkiwały 1494 osoby, a gęstość zaludnienia wynosiła 194 osoby/km² (wśród 2293 gmin Pikardii Pont-de-Metz plasuje się na 186. miejscu pod względem liczby ludności, natomiast pod względem powierzchni na miejscu 630.).